# Cotehele House
Cotehele House ist ein im Tudorstil erbautes Herrenhaus in der Grafschaft Cornwall in Großbritannien. Das als Kulturdenkmal der Kategorie Grade I klassifizierte Herrenhaus war fast 600 Jahre lang im Besitz der Familie Edgcumbe und gilt als eines der am wenigsten veränderten mittelalterlichen Herrenhäuser Englands. Das Haus liegt etwa 10 km nördlich von Plymouth nahe Calstock.

## Geschichte
William Edgcumbe heiratete 1353 Hilaria de Cotehele, die Tochter von William de Cotehele. Nach dem Tod ihres Vaters und ihres Bruders Ralph de Cotehele erbte Hilaria die Ländereien der Coteheles, die damit an die Familie Edgcumbe fielen. Nachdem ihr Urenkel Richard Edgcumbe nach der Schlacht von Bosworth 1485 mit weiterem umfangreichem Landbesitz belohnt wurde, begann er mit der Erweiterung seines Landsitzes. Sein Sohn Piers Edgcumbe führte den Umbau weiter, der etwa 1520 abgeschlossen wurde. Piers Sohn Richard errichtete auf der Halbinsel Rame den neuen Familiensitz Mount Edgcumbe House, das 1553 vollendet wurde. Nachdem die Familie dorthin umgezogen war, wurde Cotehele House in den folgenden Jahrhunderten nur noch selten bewohnt. Wegen seiner historischen Bedeutung war das Haus jedoch bei der Familie hoch geschätzt und wurde nur unwesentlich verändert. Es ist bis heute nicht ans Stromnetz angeschlossen. 1947 wurde das Herrenhaus anstelle von Erbschaftssteuern dem Staat übergeben, der es dem National Trust übergab. Es ist damit das erste Haus, das der National Trust auf diesem Weg erworben hat. Das Herrenhaus kann heute von Ostern bis Ende September besichtigt werden.

## Anlage
Das Herrenhaus liegt hoch über dem westlichen Ufer des Tamar River. Diese Lage bot im Mittelalter Schutz vor Überfällen und über den schiffbaren Fluss war das Haus gut erreichbar.
Ursprünglich bestand das Haus aus einem im 13. Jahrhundert erbauten viereckigen Haus aus rotem Sandstein. Von diesem Haus sind noch die unteren Reihen des Mauerwerks erhalten, die heute noch im Innenhof erkennbar sind. Von 1485 bis 1520 wurde das jetzige, um drei Innenhöfe angelegte zweigeschossige Herrenhaus erbaut. Mit einem gedrungenen, zinnengekrönten Torturm und kleinen, hoch gelegenen Außenfenstern ist die Anlage leicht befestigt. Die Mauern sind aus Granit, die mit zahlreichen Gieben versehenen Dächer sind mit Schiefer gedeckt.
Dem Haus vorgelagert ist ein weiter Vorhof mit seitlich gelegenen Stallungen. Westlich des Herrenhauses liegt der vorgelagerte Wirtschaftshof, in den die Kapelle hineinragt. Durch den Torturm im Südflügel erreicht man den mit Rasen bewachsenen Haupthof, von dem mehrere Eingänge in das Haus führen. Hinter der großen Halle liegt der kleine Küchenhof, im Nordwesten des Hauses befindet sich ein 1627 als Statussymbol angebauter dreigeschossiger, ebenfalls zinnengekrönter Turm.

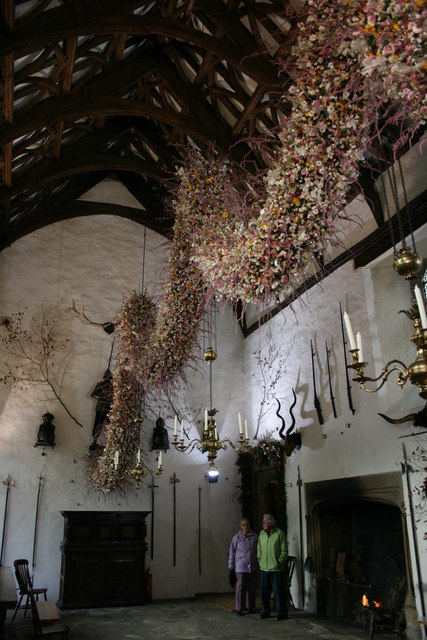
Mit Blumengirlanden weihnachtlich geschmückte große Halle

### Inneneinrichtung
Die Privatgemächer sind mit alten Möbeln, Zinngeschirr und Wandteppichen eingerichtet. Ungewöhnlich ist die reiche Sammlung von Brüsseler und Antwerpener Tapisserien, die in fast allen Räumen die Wände bedecken. Die Einrichtung des Hauses sind Leihgaben des Lord Mount Edgcumbe’s Trustees. Die Räume wurden von der Familie Edgcumbe zwischen 1750 und 1860 absichtlich altertümlich gestaltet, um auf die jahrhundertealte Bedeutung der Familie hinzuweisen. Dadurch können viele skurrile Details erkannt werden, z. B. wurden im Speisesaal zwei Wandteppiche mit verschiedenen Motiven so geschickt zusammengenäht, dass sie auf den ersten Blick wie ein großer Wandteppich wirken.
- Kern der Anlage ist die große Halle mit ihrer um 1485 eingebauten offenen Balkendecke. Die weißgetünchten Wände sind mit zahlreichen Waffen, Rüstungen und Fahnen dekoriert.
- Die Kapelle wurde 1411 geweiht und zu Beginn des 16. Jahrhunderts umgebaut. Sie besitzt eine hölzerne Tonnendecke mit geschnitzten Tudorrosen. Das wichtigste Ausstattungsstück ist die aus dem Jahr 1489 stammende Uhr, die als die älteste, sich in einem Wohnhaus befindliche Uhr der Welt gilt. Die funktionsfähige Waagbalkenuhr besitzt zwei 40 kg schwere Gewichte, kein Zifferblatt und zeigt die Stunden durch Glockenschläge an.
- Die Küche enthält noch einen 3 m langen Herd aus der Tudorzeit sowie einen mächtigen, in der Wand eingelassenen Ofen. Sie wurde bis 1946 benutzt. Im Küchenhof befindet sich ein 1639 gefertigter Wassertank aus Blei.

In den Obergeschossen und im Turm befinden sich die Privatgemächer.

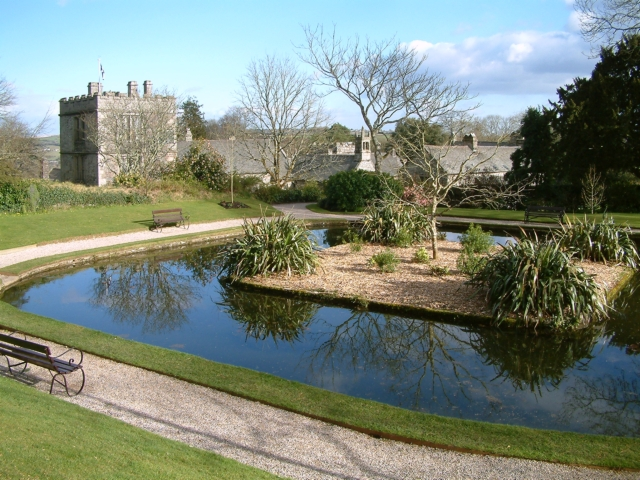
Oberer Garten

### Garten
Das Haus wird von einem 4,4 ha großen Garten umgeben. Schon im 19. Jahrhundert bewunderte Jane C. Loudon die alten Eichen und Kastanien am Hang zwischen dem Herrenhaus und dem Tamar River. Die heutigen Gartenanlage wurde aber großteils erst vom National Trust angelegt.
Unmittelbar ans Haus grenzt im Osten ein formaler, mehrstufiger Terrassengarten. Entlang der Mauern wachsen Rosa bracteata und Jasmin, dazu Magnolien. Der westlich des Hauses gelegene obere Garten ist von in Form geschnittenen Eibenhecken eingefasst und um einen rechteckigen Zierteich angelegt. Dank des milden Klimas wachsen hier exotische Bäume wie ein Tulpenbaum, aber auch eine stattliche Gemeine Esche. Angrenzend befinden sich zwei Obstgärten mit Apfel- und Kirschbäumen.
Durch einen Tunnel erreicht man vom östlichen Garten den wilden Talgarten mit Rhododendren, Azaleen und ähnlichen Pflanzen. Ein Weg führt zu einem reetgedeckten Sommerhaus aus dem 19. Jahrhundert, zu einem mittelalterlichen Fischteich und zu einem überkuppelten Taubenhaus aus dem 15. Jahrhundert. Durch ein Tor erreicht man einen Weg zur im Wald gelegenen Kapelle, die Richard Edgcumbe an der Stelle erbaute, wo er sich 1483 auf der Flucht vor Verfolgern versteckte.
Auf dem höchsten Punkt der Umgebung steht auf freiem Feld nördlich des Hauses der dreigeschossige Cotehele Tower. Der Turm wurde vermutlich im 18. Jahrhundert als Folly angelegt und ermöglicht einen weiten Ausblick.

## Sonstiges
Mehrfach erhielt Cotehele House königlichen Besuch. Karl I. soll 1644 im Turm übernachtet haben, und Georg III. und seine Frau Sophie Charlotte frühstückten 1789 im Turm gelegenen Queen Anne’s Room, als sie George Edgcumbe zum 1. Earl of Mount Edgcumbe erhoben.

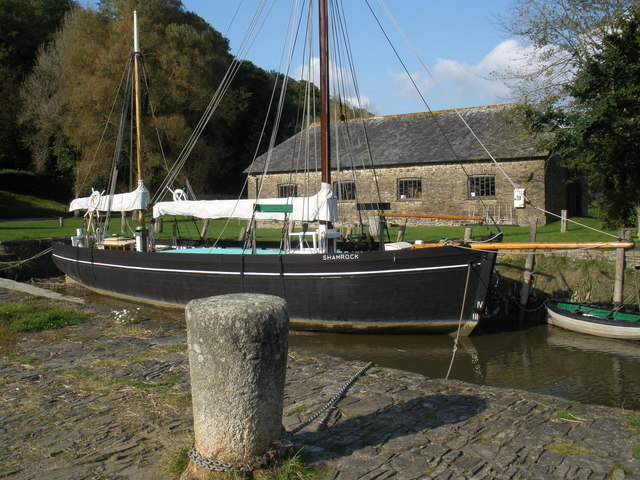
Cotehele Quai mit der Shamrock

## Cotehele Quay
Am Flussufer des Tamar befindet sich der Cotehele Quay. Im 19. Jahrhundert war er eine belebte Industrie- und Hafenanlage, heute dient er als Museum, das gemeinsam vom National Trust und dem National Maritime Museum betrieben wird. In den aus Granit gebauten Gebäuden befinden sich eine funktionsfähige Wassermühle, eine Schmiede und weitere Werkstätten. Das Discovery Centre enthält eine Ausstellung zur Wirtschaftsgeschichte des Tamar River, und am Ufer ankert die Shamrock, ein 1899 gebauter, 17 m langer Frachtsegler. Das Schiff wurde 1974 dem National Trust übergeben und ist heute nach einer umfassenden Restauration seefähig.